# Префект Єгипту

Провінція Єгипет.

Префект Єгипту (лат. Praefectus Alexandreae et Aegypti) — призначався із стану вершників і був римською посадовою особою, управляючим римською провінцією Єгипет.
На відміну від інших управляючих провінціями, що походили із стану сенаторів, управляючий Єгиптом походив з вершників і обіймав стратегічно важливу посаду, відповідаючи за поставки зерна та інших продуктів харчування до Риму. Префект Єгипту назначався із відданих імператору осіб, а його походження гарантували імператору відсутність посягань чи претензій на владу у Римі. Praefectus Aegypti мав достатньо закріплених законом за часів Августа за ним прав — imperium ad similitudinem proconsulis (управління за правом проконсула) та був підпорядкований імператору (imperium proconsulare maius).
Місцезнаходженням Префекта Єгипту була Александрія. Однак у справах управління чи суду їздив часто країною. Його найважливішим завданням було збирання податків та управління фінансовою системою країни. Він мав для цього також у своєму розпорядженні двох прокураторів. Він також був командувачем легіонів, що перебували у Єгипті. Префект Єгипту призначався на невизначений час — 2 чи 3 роки або і довше.